# Raggio (astronomia)
In astronomia il raggio dei corpi celesti (pianeti, stelle, ecc.) è generalmente indicato come distanza media dal centro alla superficie. Questo perché i corpi celesti non presentano di solito una forma perfettamente sferica, ma risultano più o meno schiacciati lungo un asse.
Sempre in astronomia, il raggio di un'orbita è la distanza calcolata dal centro dell'orbita al centro del corpo orbitante. Dal momento che le orbite astronomiche sono generalmente orbite ellittiche, il loro raggio non è costante, ma varia continuamente nel tempo.